# (4566) Chaokuangpiu
(4566) Chaokuangpiu (1981 WM4) – planetoida z grupy pasa głównego asteroid okrążająca Słońce w ciągu 4 lat i 282 dni w średniej odległości 2,83 j.a. Została odkryta 27 listopada 1981 roku.